# Autobahn 601
Die belgische Autobahn 601, auch auf franz. Autoroute 601 bzw. niederl. Autosnelweg 601 genannt, ist eine zwei Kilometer lange Straße nördlich von Lüttich und dient als Abkürzung der Verbindung zwischen der A13 im Norden und der A3 im Osten. Dadurch müssen Verkehrsteilnehmer aus Antwerpen in Richtung Deutschland und umgekehrt nicht das Kreuz Vottem benutzen. Das Kreuz sollte ursprünglich Teil eines Lütticher Autobahnrings R7 sein. Seit dem 28. Dezember 2014 ist sie für den Verkehr komplett gesperrt. Nach dem schweren Hochwasser in West- und Mitteleuropa 2021 nutzte man 10 Kilometer nördlich von Lüttich zur Ablagerung von Trümmern und Sperrmüll, da hier nicht so viele Gifte in den Boden eindringen können und man auf diesem Weg geschätzte 60 Prozent recyclen kann. Die derzeit noch gesperrte Autobahn soll im Jahr 2025 wieder instandgesetzt werden.